# Introduction à l'évolution (biologie)

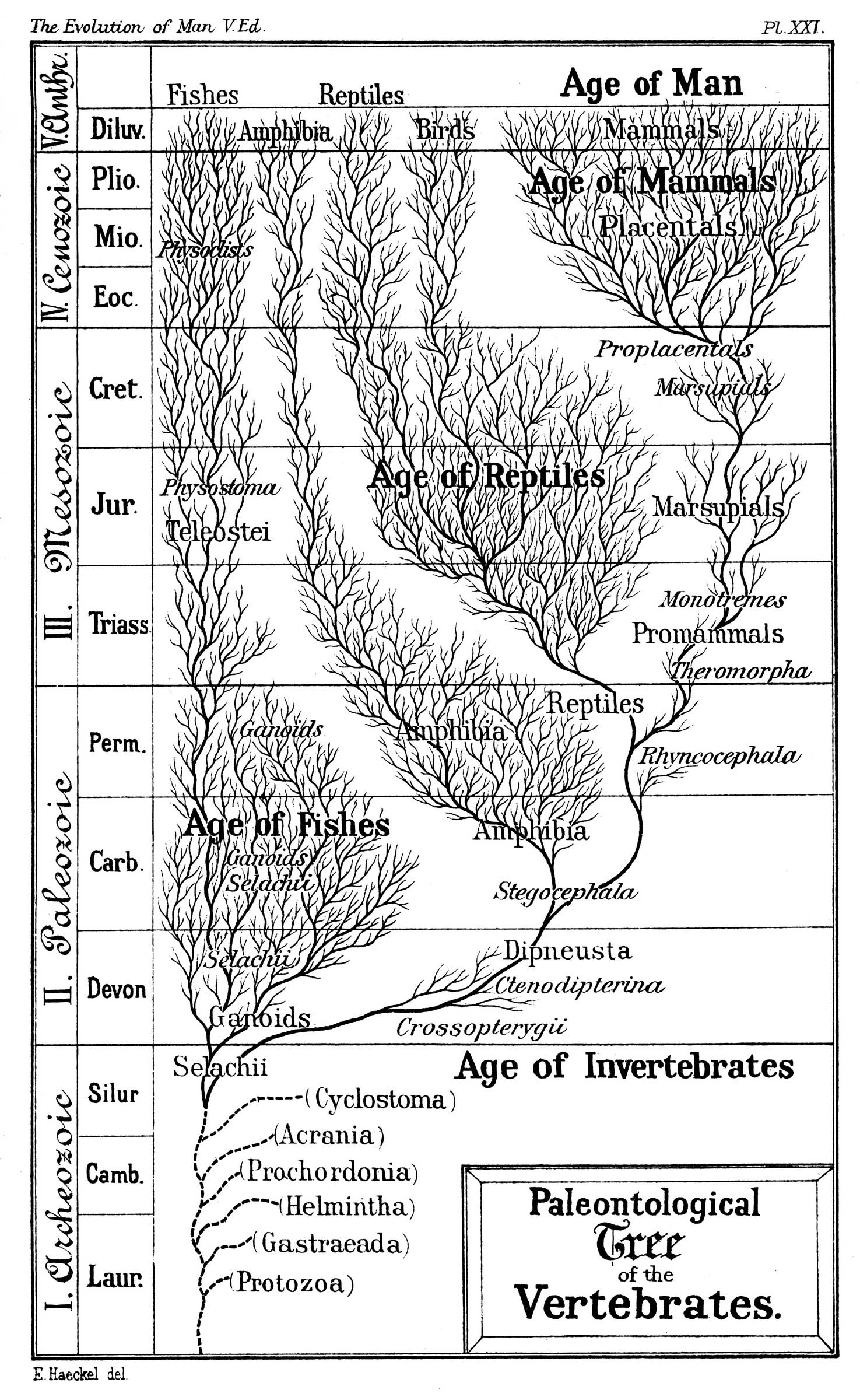
L'« Arbre paléontologique des vertébrés », tiré de la 5e édition de The Evolution of Man (Londres, 1910) d'Ernst Haeckel. L'histoire évolutive des espèces a été décrite comme un arbre, avec de nombreuses branches issues d'un tronc unique.

Cet article concerne une introduction accessible, non technique, au sujet. Pour un article plus technique, voir Évolution (biologie).
En biologie, l'évolution désigne le changement des traits héréditaires des populations biologiques au cours des générations successives. La biologie évolutive est le domaine de la biologie qui vise à comprendre les scénarios et les mécanismes de l'évolution des espèces. Les populations biologiques évoluent grâce à des modifications génétiques qui correspondent à des changements dans les traits de caractère observables chez les organismes. Les modifications génétiques incluent les mutations, qui sont causées par des dommages ou par des erreurs de réplication de l'ADN des organismes. À mesure que la variation génétique d'une population dérive de manière aléatoire au fil des générations, la sélection naturelle conduit progressivement les traits à devenir plus ou moins courants en fonction des succès relatifs des organismes possédant ces traits.
L'âge de la Terre est d'environ 4,5 milliards d'années:205-221,,. Les premières preuves incontestées de la vie sur Terre datent d’il y a au moins 3,5 milliards d’années,,:68. L'évolution ne tente pas d'expliquer l'origine de la vie (qui est plutôt du domaine de l'abiogenèse), mais elle explique comment les premières formes de vie ont évolué vers l'écosystème complexe que nous connaissons aujourd'hui. Sur la base de similitudes entre tous les organismes actuels, on suppose que toute vie sur Terre est issue de la descendance commune d’un dernier ancêtre commun universel à partir duquel toutes les espèces connues ont divergé au cours du processus d’évolution.
Tous les individus possèdent un matériel héréditaire qui se présente sous la forme de gènes qui leur ont été transmis par leurs parents, et qu'ils transmettront plus tard à leur progéniture. Au sein de la progéniture, il existe des variations de gènes dues à l'introduction de nouveaux allèles via des mutations aléatoires ou via un remaniement des gènes existants au cours de la reproduction sexuée,. Ainsi, la progéniture diffère légèrement de ses parents de manière aléatoire. Si ces différences sont utiles, la progéniture a plus de chances de survivre et de se reproduire. Ainsi, un plus grand nombre de descendants de la prochaine génération bénéficieront de cette différence utile et les individus n’auront pas les mêmes chances de succès reproductif. Par ce processus, les traits qui permettent aux organismes de mieux s'adapter à leur environnement deviennent plus fréquents au fil des populations,. Ces différences s'accumulent, entraînant des changements au sein de la population globale. Ce processus est responsable de la grande diversité des formes de vie à travers le monde.
La compréhension moderne de l'évolution a débuté en 1859 avec la publication de L'origine des espèces par Charles Darwin. De plus, les travaux de Gregor Mendel sur les plantes ont contribué à expliquer les schémas héréditaires de la génétique. Par la suite, des découvertes de fossiles en paléontologie, des progrès en génétique des populations et un réseau mondial de recherche scientifique ont fourni toujours plus de détails sur les mécanismes de l'évolution. Les scientifiques ont désormais une bonne compréhension de la spéciation, le processus évolutif par lequel de nouvelles espèces vivantes se forment à partir des anciennes. En outre, ils ont pu observer le processus de spéciation en laboratoire ainsi que dans la nature. L'évolution est la principale théorie scientifique utilisée par les biologistes pour comprendre la vie et elle est utilisée dans de nombreuses autres disciplines, notamment en médecine, en psychologie, en biologie de la conservation, en médecine forensique, en anthropologie, en agriculture et bien d'autres applications socioculturelles.

## Aperçu simplifié
Les principales idées de l'évolution peuvent se résumer comme suit :
- Les formes de vie se reproduisent et ont donc tendance à devenir de plus en plus nombreuses.
- Des facteurs tels que la prédation et la compétition nuisent à la survie des individus.
- Chaque progéniture diffère de son(ses) parent(s) de manière mineure et aléatoire.
- Si ces différences sont bénéfiques, la progéniture a plus de chances de survivre et de se reproduire.
- Il est donc probable qu’un plus grand nombre de descendants de la prochaine génération présenteront des différences bénéfiques et qu’un nombre moins élevé de descendants présenteront des différences préjudiciables.
- Ces différences s’accumulent au fil des générations, entraînant des changements au sein de la population dans son ensemble.
- Au fil du temps, les populations peuvent se ramifier en de nouvelles espèces.
- Ces processus, collectivement appelés évolution, sont responsables des nombreuses formes de vie que l'on observe dans le monde.

## Sélection naturelle

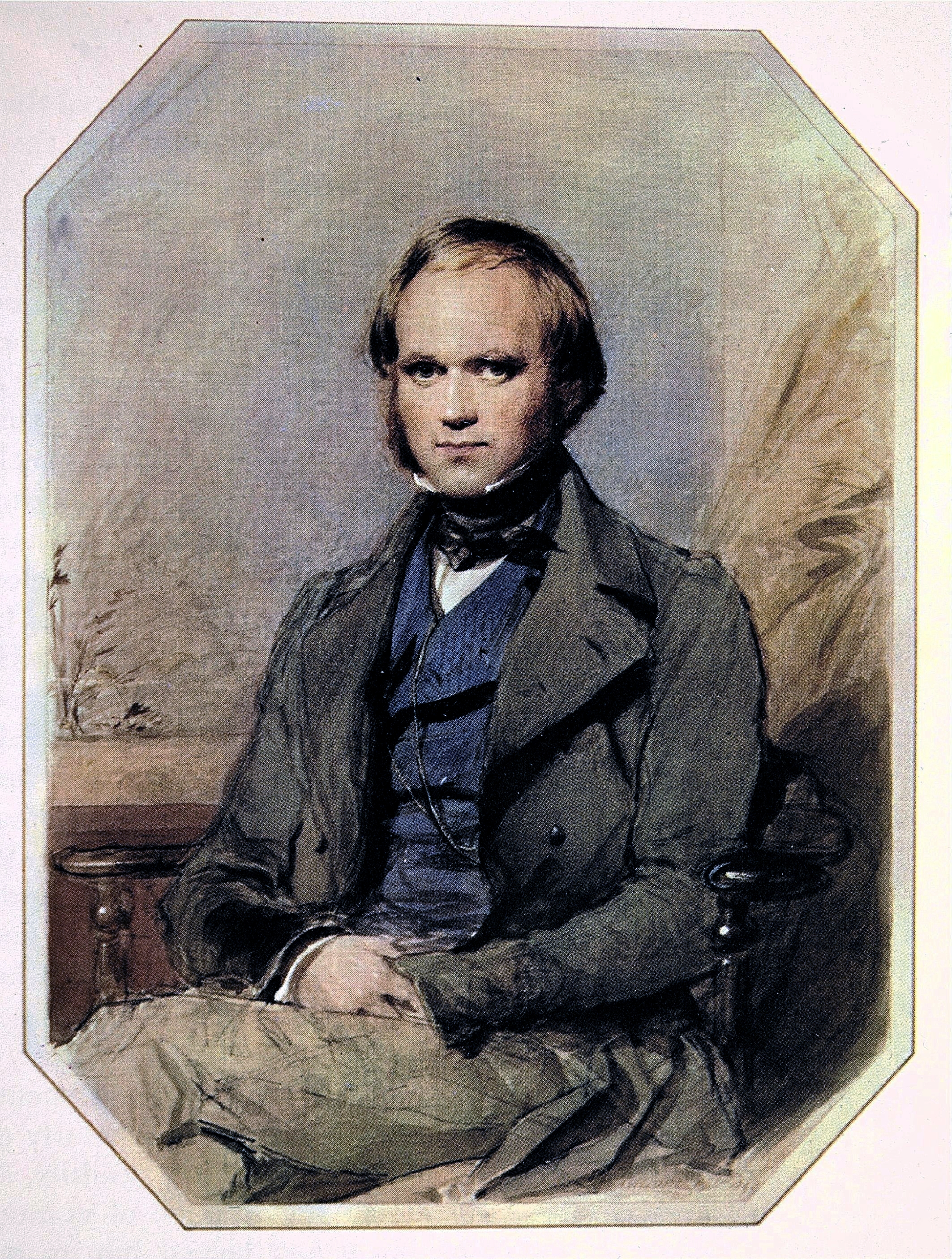
Charles Darwin a proposé la théorie de l'évolution par sélection naturelle.

Au cours du XIXe siècle, les collections et les musées d'histoire naturelle étaient très populaires. L'expansion européenne et les expéditions navales employaient des naturalistes, tandis que les conservateurs des grands musées présentaient des spécimens préservés ou vivants des différentes formes de vie. Ces historiens de la nature collectaient, cataloguaient, décrivaient et étudiaient les vastes collections de spécimens que les conservateurs de ces musées avaient emmagasinés et géraient. Charles Darwin était un diplômé anglais, instruit et formé dans le cadre des disciplines de l'histoire naturelle. Il avait servi comme naturaliste à bord du HMS Beagle, affecté à une expédition de recherche de cinq ans à travers le monde. Au cours de son voyage, il avait observé et collecté un grand nombre d'organismes, s'intéressant de près aux différentes formes de vie le long des côtes de l'Amérique du Sud, ainsi qu'aux îles Galápagos voisines:136,.

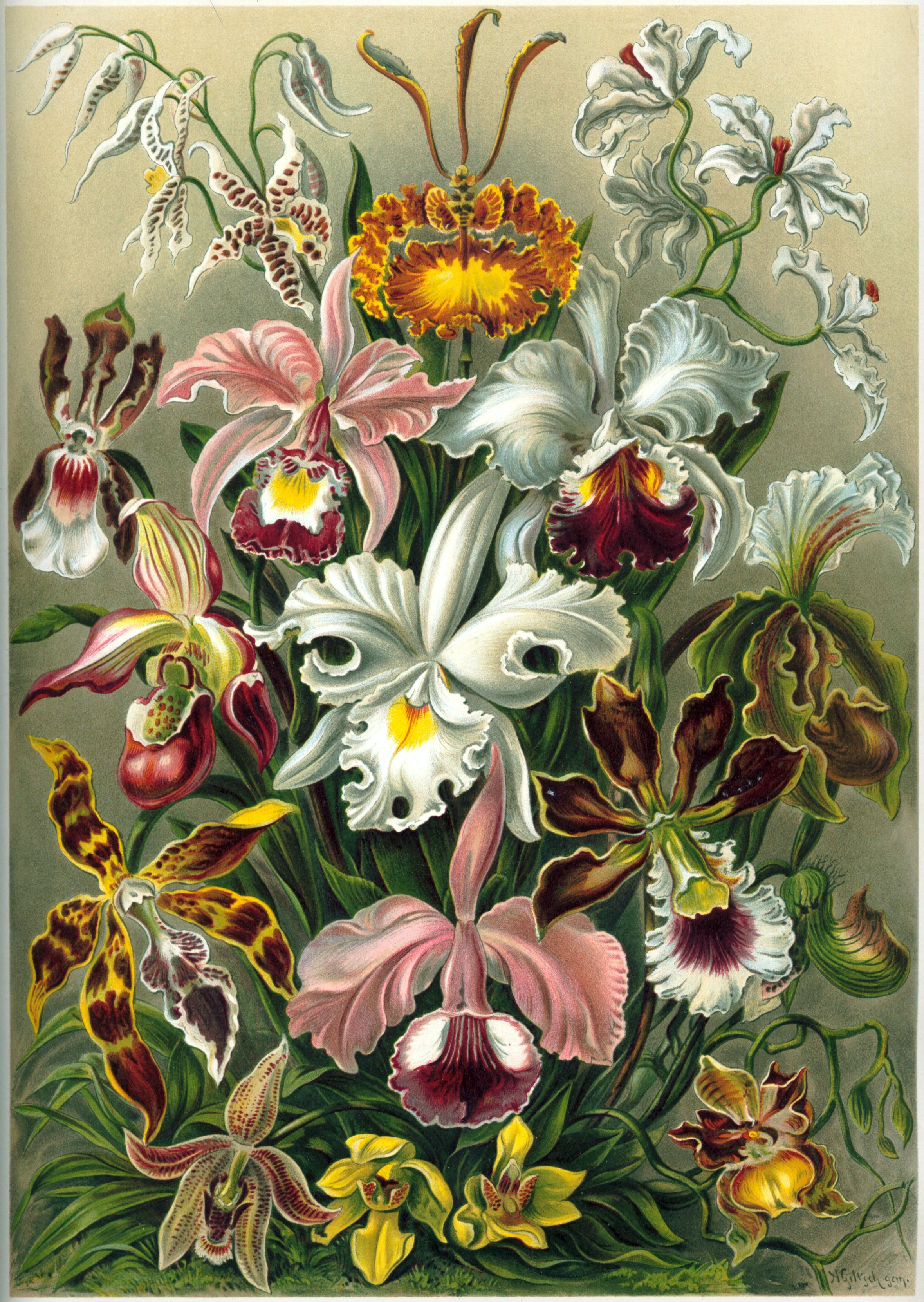
Darwin avait noté que les orchidées avaient des adaptations complexes pour assurer leur pollinisation, toutes dérivées de parties florales communes.

Darwin avait acquis une vaste expérience en étudiant l’histoire naturelle et en collectant des formes de vie provenant de lieux éloignés. Grâce à ses études, il avait pu formuler l’idée que chaque espèce se serait développée à partir d’ancêtres présentant des caractéristiques similaires. En 1838, il décrivait comment un processus qu’il appelait sélection naturelle permettait d’atteindre cet objectif.
La taille d’une population dépend de la quantité de ressources que l'environnement est capable de lui fournir. Pour qu'une population puisse conserver sa taille année après année, il doit y avoir un équilibre entre le nombre d'individus et les ressources disponibles. Étant donné que les organismes produisent plus de descendants que leur environnement ne peut en supporter, tous les individus ne pourront pas survivre à chaque génération. Il doit y avoir une lutte compétitive pour les ressources contribuant à la survie. En conséquence, Darwin réalisa que ce n’était pas seulement le hasard qui déterminait la survie. La survie d'un organisme dépendait également des différences entre les « traits » de chaque organisme individuel, ces traits facilitant ou entravant les chances de survie et de reproduction. Les individus les mieux adaptés sont susceptibles de laisser plus de progéniture que leurs concurrents moins aptes à faire face à leur environnement. Ainsi, les traits qui entravent la survie et la reproduction finiront par disparaître au fil des générations, alors que les traits qui aident un organisme à survivre et à se reproduire seront présents dans un nombre d'individus de plus en plus élevé. Darwin s'était rendu compte que la capacité inégale des individus à survivre et à se reproduire pouvait provoquer des changements progressifs des traits caractéristiques d'une population. Il utilisait le terme de « sélection naturelle » pour décrire ce processus,.
Les observations des variations entre les différentes espèces animales et florales constituent la base de la théorie de la sélection naturelle. Par exemple, Darwin avait observé que les orchidées et les insectes entretenaient une relation étroite qui permettait la pollinisation des plantes. Il avait noté que les orchidées possédaient différentes structures qui attiraient les insectes, de sorte que le pollen des fleurs restait collé au corps de l'insecte. De cette manière, l'insecte transportait le pollen d’une orchidée mâle vers une orchidée femelle. Malgré l’apparence élaborée des orchidées, ces parties spécialisées sont constituées des mêmes structures de base qui composent les autres fleurs. Dans son livre Fertilisation des orchidées (1862), Darwin avait proposé que les fleurs d'orchidées se seraient adaptées, à partir de parties préexistantes, par le mécanisme de sélection naturelle.
Darwin était encore en train de rechercher et d'expérimenter ses idées sur la sélection naturelle lorsqu'il reçut une lettre d'Alfred Russel Wallace, qui lui décrivait une théorie très similaire à la sienne. Cette lettre conduisit à une publication conjointe immédiate des deux théories. Wallace et Darwin considéraient tous deux l'histoire de la vie comme un arbre généalogique, chaque embranchement de l'arbre représentant l'apparition de nouvelles espèces à partir d'un ancêtre commun. Les feuilles de l'arbre représentaient les espèces modernes et les branches représentaient les ancêtres communs partagés par de nombreuses espèces différentes. Pour expliquer ces relations, Darwin déclarait que tous les êtres vivants étaient apparentés, ce qui signifiait que toute vie devait descendre de quelques formes communes, voire d'un seul ancêtre commun. Il appelait ce processus la « descendance avec modification ».
Darwin publia sa théorie de l'évolution par sélection naturelle dans son livre L'origine des espèces en 1859. Sa théorie signifiait que toute vie, y compris celle des humains, était le produit de processus naturels continus. L'idée selon laquelle toute vie sur Terre aurait un ancêtre commun a suscité de nombreuses critiques de la part de certains groupes religieux. Leurs objections contrastent avec le niveau de soutien en faveur de la théorie par plus de 99 % des membres de la communauté scientifique actuelle.
La sélection naturelle est communément assimilée à la « survie du plus fort ». Mais cette expression n'est pas de Charles Darwin, elle trouve son origine dans les Principes de biologie d'Herbert Spencer en 1864, cinq ans après la publication de l'œuvre originale de L'origine des espèces. La survie du plus fort décrit de manière incorrecte le processus de sélection naturelle, car la sélection naturelle n'est pas seulement une question de survie et ce n'est pas toujours le plus fort qui l'emporte:93-98.

## Source de variation
La sélection naturelle de Darwin avait jeté les bases de la théorie évolutionniste moderne. Ses expériences et observations montraient que les individus des populations variaient les uns par rapport aux autres, que certaines de ces variations étaient héritées et que la sélection naturelle pouvait influencer ces différences. Il n’avait cependant pas pu expliquer la source de ces variations. Comme beaucoup de ses prédécesseurs, Darwin pensait à tort que les traits héréditaires étaient dus au fait de leur utilisation ou non par les organismes et que les caractéristiques acquises au cours de la vie d’un organisme pouvaient se transmettre à sa progéniture. Il chercha des exemples, comme celui des grands oiseaux qui se nourrissent au sol et dont les pattes se renforcent grâce à la pratique de la marche, et dont les ailes s'affaiblissent parce qu'ils ne volent pas souvent, jusqu'à ce que, comme dans le cas de l'autruche, ils ne puissent plus voler du tout. Ce malentendu était appelé transmission des caractères acquis et faisait partie de la théorie de la transmutation des espèces avancée en 1809 par Jean-Baptiste de Lamarck. À la fin du XIXe siècle, cette théorie est devenue connue sous le nom de lamarckisme. Darwin avait élaboré une théorie infructueuse qu'il appelait pangenèse pour tenter d'expliquer comment les caractéristiques acquises pouvaient être héritées. Dans les années 1880, les expériences d'August Weismann indiquaient que les changements dus à l'utilisation ou non des traits ne pouvaient pas être hérités, et le lamarckisme tomba progressivement en disgrâce.
Les informations permettant d'expliquer comment les nouvelles caractéristiques peuvent passer d'un parent à sa progéniture ont été fournies par les travaux pionniers de Gregor Mendel en génétique. Les expériences de Mendel, portant sur plusieurs générations de plants de pois, avaient démontré que l'héritage fonctionnait en séparant et en remaniant les informations héréditaires lors de la formation des cellules sexuelles et en recombinant ces informations au cours de la fécondation. Un peu comme au cours du mélange de différentes mains de cartes à jouer, un organisme reçoit un mélange aléatoire de la moitié des cartes d'un parent et de la moitié des cartes de l'autre. Mendel appelait ces informations des « facteurs » et ils sont devenus plus tard connus sous le nom de « gènes ». Les gènes sont les unités de base de l'hérédité. Ils contiennent les informations qui orientent le développement physique et le comportement des organismes vivants.
Les gènes sont constitués d'ADN, une longue molécule composée d'une chaine de molécules individuelles appelées nucléotides. L'information génétique est codée dans la séquence des nucléotides composant l'ADN d'un organisme, tout comme la séquence des lettres des mots code l'information dans un livre. Les gènes sont comme des instructions courtes, constituées des « lettres » de l’alphabet de l’ADN. Pris dans leur ensemble, les gènes fournissent suffisamment d’informations pour servir de « manuel d’instructions » sur la façon de construire et de gérer un organisme. Les instructions énoncées par l'ADN peuvent cependant être modifiées par des mutations, ce qui peut altérer les instructions contenues dans un gène. Dans une cellule, les gènes sont contenus au sein des chromosomes, qui sont des paquets dont la fonction est de transporter l'ADN. C’est le remaniement des chromosomes qui aboutit à une combinaison unique de gènes chez la progéniture. Puisque les gènes interagissent les uns avec les autres au cours du développement d’un organisme, de nouvelles combinaisons de gènes produites par la reproduction sexuée peuvent augmenter la variabilité génétique de la population même sans qu'il y ait de nouvelles mutations. La variabilité génétique peut également augmenter lorsque des membres d'une population se croisent avec des individus d'une autre population, produisant un flux génétique. Les croisements peuvent introduire des gènes dans une population qui ne les possédait pas auparavant.
Bien que les mutations de l’ADN le soient aléatoires, la sélection naturelle n’est pas un processus dû au hasard, c'est l’environnement qui détermine la probabilité de succès d'une population. L’évolution est le résultat inévitable d’organismes se reproduisant en s’auto-répliquant et en se dupliquant imparfaitement pendant des milliards d’années, sous des pressions sélectives de l’environnement. Le résultat de l’évolution n’est pas un organisme parfaitement conçu. Les produits finaux de la sélection naturelle sont des organismes adaptés à l'environnement du moment. La sélection naturelle n'implique pas de progrès vers un but ultime. L'évolution n'a pas pour but de produire des formes de vie plus avancées, plus intelligentes ou plus sophistiquées:24. Par exemple, les puces, qui sont des parasites sans ailes, descendent d'une mouche scorpion ancestral, qui était ailé. De même, les serpents sont des lézards qui n'ont plus besoin de leurs membres, bien que les pythons développent encore de minuscules structures qui sont les restes des pattes postérieures de leur ancêtre,. Les organismes sont simplement le résultat de variations qui réussissent ou échouent, en fonction des conditions environnementales du moment.
Les changements environnementaux rapides provoquent généralement des extinctions. De toutes les espèces qui ont existé sur Terre, 99,9 % ont maintenant disparu. Depuis l’apparition de la vie sur Terre, cinq extinctions de masse majeures ont entraîné une diminution importante et soudaine de la variété des espèces. L'événement d'extinction le plus récent est l'extinction du Crétacé et du Paléogène, qui s'est produit il y a 66 millions d'années.

## Dérive génétique
La dérive génétique est une cause de changement de fréquence allélique au sein des populations d'une espèce. Les allèles sont des variantes d'un même gène. Ils déterminent des caractéristiques telles que la couleur des cheveux, le teint, la couleur des yeux et le groupe sanguin. Autrement dit, ce sont tous les traits génétiques qui varient d'un individu à l'autre. La dérive génétique n'introduit pas de nouveaux allèles dans une population, mais elle peut y réduire la variation en supprimant un allèle du patrimoine génétique. La dérive génétique est causée par un échantillonnage aléatoire des allèles. Un échantillon véritablement aléatoire est un échantillon dans lequel aucune force extérieure n’affecte ce qui est sélectionné. C’est comme lorsque l'on tire des billes d’un sac et qu'elles ont toutes la même taille, le même poids et que seule la couleur diffère. Chez toute progéniture, les allèles présents sont des échantillons des allèles des générations précédentes, et la chance joue un rôle qui détermine si un individu va survivre, pourra se reproduire et transmettra l'échantillon à la génération suivante. La fréquence allélique d'une population est le rapport entre le nombre de copies d'un allèle spécifique et le nombre de copies de toutes les formes d'allèles du gène présentes dans la population:Glossary.
La dérive génétique affecte davantage les petites populations que les grandes populations.

### Principe de Hardy-Weinberg
Le principe de Hardy-Weinberg stipule que, sous certaines conditions idéales, notamment l'absence de pressions sélectives, une grande population ne connaîtra aucun changement dans ses fréquence alléliques au fil des générations. Une population qui satisfait à ces conditions est dite en « équilibre de Hardy-Weinberg ». En particulier, Hardy et Weinberg ont montré que les allèles dominants et récessifs n'avaient pas automatiquement tendance à devenir plus ou moins fréquents respectivement, comme on le pensait auparavant.
Les conditions de l'équilibre de Hardy-Weinberg incluent qu'il ne doit y avoir ni mutation, ni immigration ni émigration au sein de la population. Toutes trois pourraient modifier directement les fréquences alléliques. De plus, l’accouplement doit être totalement aléatoire, tous les mâles (ou femelles dans certains cas) devant être des partenaires également désirables. Ceci garantit un véritable mélange aléatoire des allèles:445-463. Une population en équilibre de Hardy-Weinberg est en quelque sorte l'analogue d'un jeu de cartes : peu importe le nombre de fois où on le mélange, aucune nouvelle carte n’est ajoutée et aucune ancienne n’est retirée. Les cartes du jeu représentent les allèles du patrimoine génétique d’une population.
Dans la pratique, aucune population ne peut être parfaitement en équilibre de Hardy-Weinberg. La taille finie de la population, combinée aux effets de la sélection naturelle et à de nombreux autres facteurs, entraîne nécessairement une modification des fréquences alléliques au fil des générations.

### Goulot d’étranglement de population

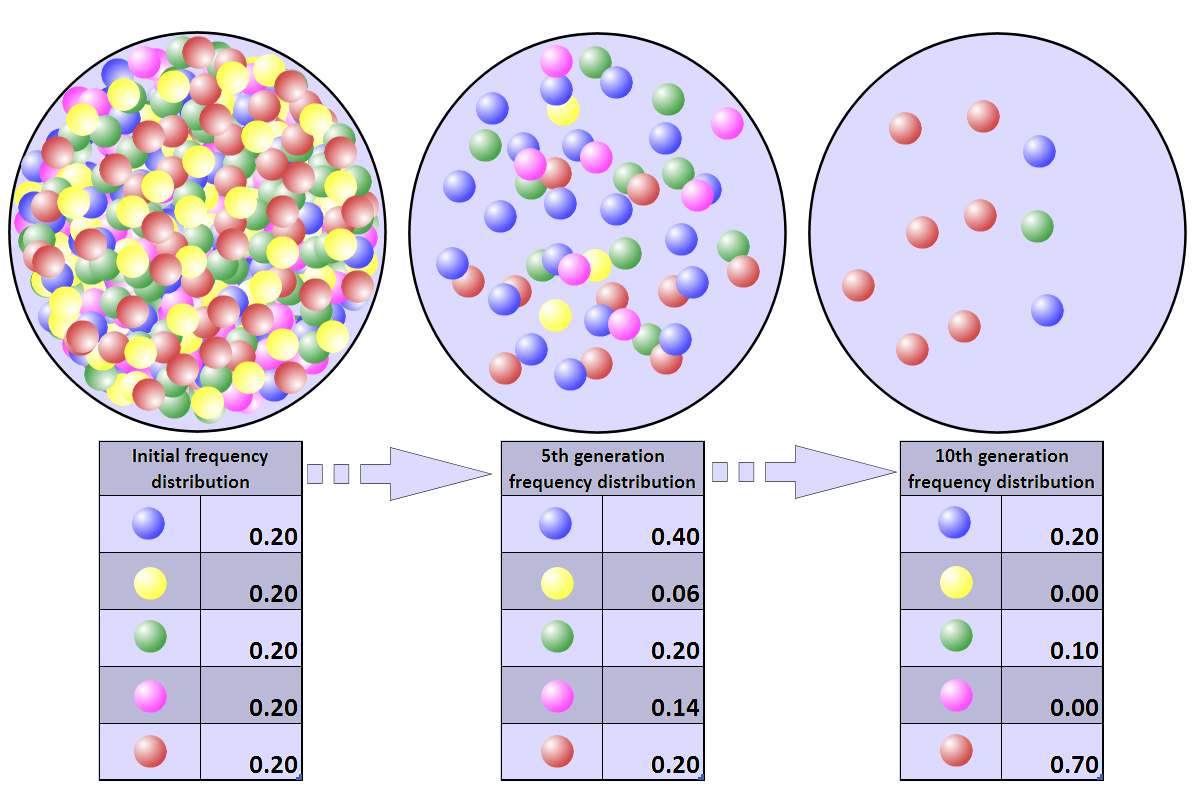
Le modèle du goulot d’étranglement de population illustre comment des allèles peuvent être perdus.

Un goulot d’étranglement de population se produit lorsque la population d’une espèce est considérablement réduite sur une courte période en raison de forces externes. Dans un véritable goulot d’étranglement de population, la réduction ne favorise aucune combinaison d’allèles ; le choix des individus qui survivent est totalement aléatoire. Un goulot d’étranglement peut réduire ou éliminer la variation génétique d’une population. D'autres événements de dérive après l'événement de goulot d'étranglement peuvent également réduire la diversité génétique de la population. Le manque de diversité ainsi créé peut exposer la population à d’autres pressions sélectives:303-304.
L'éléphant de mer du nord est un exemple bien connu de goulot d'étranglement de population. En raison d'une chasse excessive tout au long du XIXe siècle, la population d'éléphants de mer du nord a été réduite à une centaine d'individus. Aujourd'hui, ils se sont complètement rétablis, avec un nombre total d’individus de plus de 200 000 et leur nombre augmente toujours. Les effets du goulot d’étranglement sont cependant bien visibles. Les phoques sont plus susceptibles d'avoir de graves problèmes de maladie ou des troubles génétiques, car il n'y a pratiquement aucune diversité dans leur population.

### Effet fondateur

Dans l'effet fondateur, des petites nouvelles populations contiennent des fréquences alléliques différentes de celles de la population parente.

L'effet fondateur se produit lorsqu'un petit groupe d'une population se sépare et forme une nouvelle population, souvent en raison d'un isolement géographique. Les fréquences alléliques au sein de cette nouvelle population sont probablement différentes de celles de la population d'origine. Les fondateurs de la population détermineront la constitution génétique, et potentiellement la survie, de la nouvelle population pendant des générations.
Un exemple de l’effet fondateur se trouve dans la migration des Amish vers la Pennsylvanie en 1744. Deux des fondateurs de la colonie de Pennsylvanie portaient l'allèle récessif du syndrome d'Ellis-Van Creveld. Parce que les Amish ont tendance à s'isoler des autres populations, ils se sont transmis cet allèle récessif au fil des générations, et la fréquence du syndrome d'Ellis-Van Creveld chez le peuple Amish est beaucoup plus élevée que la fréquence dans la population générale.

## Théorie synthétique moderne
La théorie synthétique de l'évolution moderne se base sur le concept selon lequel différentes populations d'organismes présentent des variations génétiques significatives, causées par des mutations et par la recombinaison des gènes au cours de la reproduction sexuée. Elle définit l'évolution comme étant le changement des fréquences alléliques au sein d'une population, ce changement étant provoqué par la dérive génétique, par le flux génétique entre les sous-populations et par la sélection naturelle. Cette dernière étant considérée comme le mécanisme le plus important de l'évolution. Les grands changements sont le résultat d'une accumulation progressive de petits changements au cours de longues périodes de temps:231-237,.
La théorie synthétique de l'évolution moderne est le résultat d’une fusion entre plusieurs domaines scientifiques, produisant une compréhension plus cohérente de la théorie évolutionniste. Dans les années 1920, Ronald Fisher, JBS Haldane et Sewall Wright ont d'abord combiné la théorie de la sélection naturelle de Darwin avec des modèles statistiques de la génétique de Mendel, ce qui contribua à fonder la discipline de la génétique des populations. Dans les années 1930 et 1940, de nombreux efforts ont ensuite été déployés pour fusionner la génétique des populations avec les observations des naturalistes de terrain en ce qui concernait la répartition des espèces et des sous-espèces, ainsi qu'avec l'analyse des archives fossiles. Cette fusion a permis de constituer un modèle explicatif unifié:325-339. L'application des principes de la génétique aux populations qui apparaissent naturellement, par des scientifiques tels que Theodosius Dobzhansky et Ernst Mayr, a également fait progresser la compréhension des processus de l'évolution. Un ouvrage de 1937 par Dobzhansky, Génétique et origine des espèces, contribua à combler le fossé entre la génétique et la biologie de terrain en présentant le travail mathématique des généticiens des populations sous une forme plus utile pour les biologistes de terrains. Cet ouvrage montrait également que les populations sauvages présentaient une variabilité génétique beaucoup plus grande que ne le prévoyaient les modèles des premiers généticiens des populations, avec des sous-espèces géographiquement isolées et des réservoirs de diversité génétique en termes de gènes récessifs. Mayr, sur les bases d'une compréhension des gènes, ainsi que d'observations directes des processus évolutifs issus de recherches sur le terrain, a ensuite introduit le concept d'espèce biologique, qui définissait une espèce comme étant un groupe de populations qui était isolé des autres populations sur le plan reproductif. Dobzhansky et Mayr ont souligné que les sous-espèces isolées (sur le plan reproductif) par des barrières géographiques avaient une importance sur l'émergence de nouvelles espèces. Enfin, le paléontologue George Gaylord Simpson a contribué à intégrer la paléontologie avec une analyse statistique des archives fossiles qui a montré un modèle cohérent avec la voie de l'évolution ramifiée et non directionnelle des organismes, que prédit la théorie synthétique de l'évolution moderne:231-237.

## Preuves de l'évolution

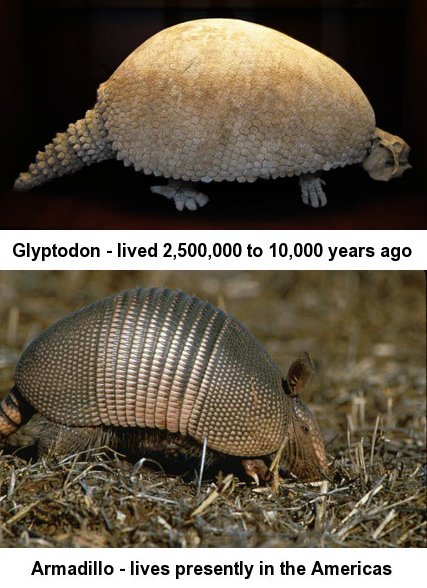
Au cours du second voyage du HMS Beagle, le naturaliste Charles Darwin avait collecté des fossiles en Amérique du Sud et il avait trouvé des fragments d'armure qui, selon lui, ressemblaient à des versions géantes des écailles des tatous modernes vivant à proximité. À son retour, l'anatomiste Richard Owen lui montra que les fragments provenaient de gigantesques glyptodons disparus, apparentés aux tatous. Ceci fut l'un des schémas de distribution qui a aidé Darwin à élaborer sa théorie.

Des preuves scientifiques de l'évolution proviennent de nombreux aspects de la biologie, et elles incluent des fossiles, des structures homologues, ainsi que des similitudes moléculaires entre l'ADN des différentes espèces.

### Archives fossiles
Les recherches en paléontologie, l'étude des fossiles, soutiennent l'idée selon laquelle tous les organismes vivants sont apparentés. Les fossiles montrent que les changements accumulés dans les organismes sur de longues périodes ont conduit aux diverses formes de vie que nous côtoyons aujourd’hui. Le fossile révèle la structure de l'organisme ainsi que les relations entre les espèces actuelles et disparues. Ceci permet aux paléontologues de construire un arbre généalogique pour toutes les formes de vie sur Terre.
La paléontologie moderne a débuté avec les travaux de Georges Cuvier. Cuvier avait noté que les différentes couches dans les roches sédimentaires contenaient chacune un groupe spécifique de fossiles. Les couches plus profondes, qu'il considérait comme étant plus anciennes, contenaient des formes de vie plus simples. Il avait également noté que de nombreuses formes de vie du passé n'étaient plus présentes aujourd'hui. L'une des contributions de Cuvier à la compréhension des archives fossiles avait été d'établir l'extinction d'espèces comme un fait. Pour tenter d'expliquer l'extinction, Cuvier avait proposé l'idée de « révolution du globe » (on parle aujourd'hui de catastrophisme), dans laquelle il supposait que des catastrophes géologiques naturelles s'étaient produites au cours de l'histoire de la Terre, anéantissant à chaque fois un grand nombre d'espèces:5-6. La théorie des révolutions du globe de Cuvier a ensuite été remplacée par des théories uniformitaristes, notamment celles de James Hutton et de Charles Lyell qui proposaient que les changements géologiques de la Terre devaient être graduels et cohérents:76. Cependant, les évidences actuelles que l'on trouve dans les archives fossiles soutiennent le concept d’extinctions massives. En conséquence, l’idée générale du catastrophisme est réapparue comme une hypothèse valable pour au moins certains des changements rapides dans les formes de vie, telles qu'elles ressortent des recherches paléontologiques.
De nombreux fossiles ont désormais été découverts et identifiés. Ces fossiles servent d'archives chronologiques de l'évolution. Les archives fossiles fournissent des exemples d’espèces transitionnelles qui démontrent des liens ancestraux entre les formes de vie passées et présentes:22. L'un de ces fossiles de transition est l'Archéoptéryx, un organisme ancien qui possédait les caractéristiques distinctes d'un reptile (comme une longue queue osseuse et des dents coniques), mais aussi celles d'un oiseau (comme des plumes et une furcula). L’implication d’une telle découverte est que les reptiles et les oiseaux modernes sont issus d’un ancêtre commun:360.

### Anatomie comparée
La comparaison des similitudes de morphologie (forme et apparence des parties) entre les organismes, a longtemps été un moyen de classer la vie en groupes étroitement apparentés. Ceci peut se faire en comparant la structure des organismes adultes de différentes espèces ou en comparant les schémas de croissance, de division et même de migration des cellules au cours du développement d'un organisme.

#### Taxonomie
La taxonomie est la branche des sciences naturelles qui a pour but de nommer et de classer tous les êtres vivants. Les scientifiques utilisent les similitudes morphologiques et génétiques pour les aider à catégoriser les formes de vie en fonction de leurs relations ancestrales. Par exemple, les orangs-outans, les gorilles, les chimpanzés et les humains appartiennent tous au même groupe taxonomique appelé famille, dans ce cas la famille est celle des Hominidae. Ces espèces animales sont regroupés en raison de leurs similitudes morphologiques provenant d'une ascendance commune, appelée homologie:16.

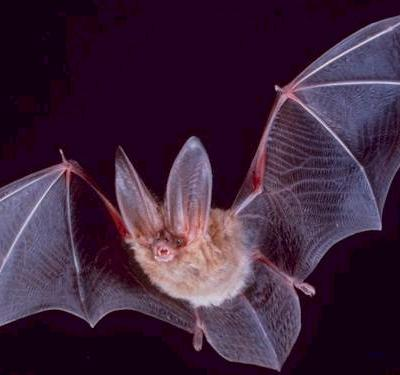
Une chauve-souris est un mammifère et les os de son avant-bras ont été adaptés pour le vol.

Des évidences solides de l'évolution proviennent de l'analyse de structures homologues : des structures appartenant à différentes espèces, qui n'effectuent plus la même tâche mais qui partagent une particularité similaire. C'est le cas, par exemple, des membres antérieurs des mammifères. Les membres antérieurs d'un humain, d'un chat, d'une baleine ou encore d'une chauve-souris ont tous des structures osseuses étonnamment similaires. Cependant, les membres antérieurs de chacune de ces quatre espèces accomplissent des tâches différentes. Les mêmes os qui construisent les ailes d'une chauve-souris, utilisées pour voler, construisent également les nageoires d'une baleine, qui sont utilisées pour nager, ainsi que les bras humains. De telles « conceptions » par la nature, si on les considère indépendamment, construites uniquement pour leurs tâches spécifiques, n'ont aucun sens. La théorie de l’évolution explique ces structures homologues : les quatre animaux partageaient un ancêtre commun et chacun a subi des changements au fil de nombreuses générations. Ces changements de structure ont produit des membres antérieurs adaptés à différentes tâches:25-27.

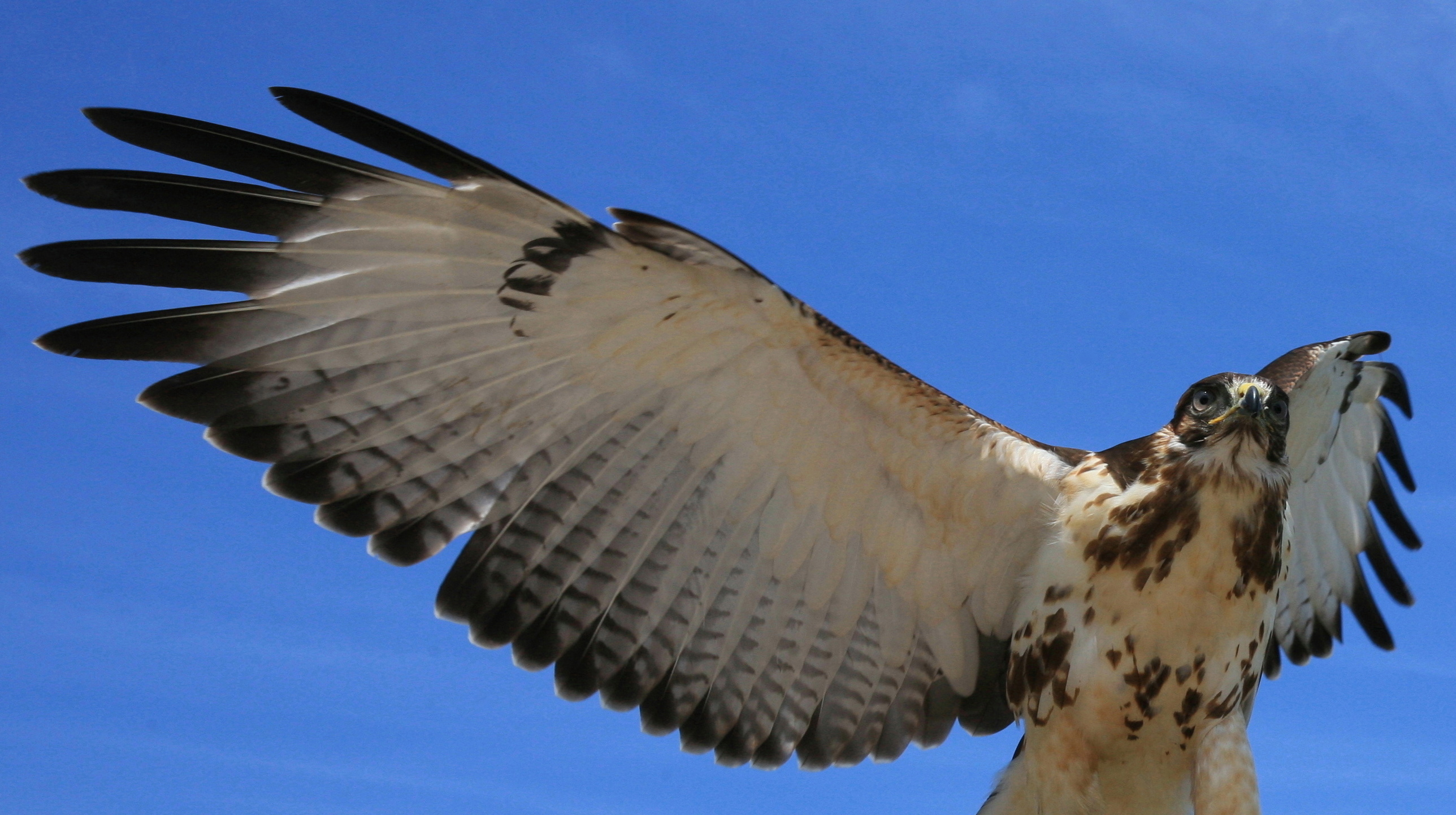
Les ailes des oiseaux et des chauves-souris sont des exemples de convergence évolutive.

Cependant, certaines comparaisons anatomiques peuvent être trompeuses, car toutes les similitudes anatomiques n’indiquent pas nécessairement une étroite relation. Des organismes différents qui partagent des environnements similaires développeront souvent des caractéristiques physiques similaires, un processus appelé convergence évolutive. Par exemple, les requins et les dauphins ont des formes corporelles similaires, mais ils ne sont apparentés que de très loin : les requins sont des poissons alors que les dauphins sont des mammifères. De telles similitudes sont apparues car les deux populations ont été exposées aux mêmes pressions sélectives. Au sein des deux groupes, des changements adaptant leur corps à la natation ont été privilégiés, et au fil du temps, ils ont développé des apparences (des morphologie) similaires, même s’ils ne sont pas étroitement apparentés.

#### Embryologie
Dans certains cas, la comparaison anatomique des structures des embryons de plusieurs espèces permet de fournir une évidence d'un ancêtre commun, cette évidence pouvant ne pas être apparente chez les formes adultes. Lorsque l’embryon se développe, ces homologies peuvent disparaître et les structures peuvent assumer des fonctions différentes. Une partie de la base de la classification du sous-embranchement des vertébrés (qui comprend les humains) est la présence d'une queue (s'étendant au-delà de l'anus) et de fentes pharyngées. Les deux structures apparaissent à un certain stade du développement embryonnaire mais ne sont pas toujours évidentes dans la forme adulte.
En raison de certaines similitudes morphologiques que l'on rencontre parmi les embryons de différentes espèces au cours du développement, on supposait autrefois que les organismes devaient reconstituer leur histoire évolutive durant leur phase embryonnaire. On pensait que les embryons humains devaient passer par un stade amphibien, puis reptilien, avant de terminer leur développement en tant que mammifères. Cependant, une telle reconstitution, souvent appelée théorie de la récapitulation, n'est étayée par aucune preuve scientifique. Toutefois, ce qui se produit est que les premiers stades du développement sont similaires au sein de grands groupes d’organismes. Aux tout premiers stades, par exemple, tous les vertébrés semblent extrêmement similaires, mais ne ressemblent exactement à aucune espèce ancestrale. À mesure que le développement se poursuit, des caractéristiques spécifiques émergent de ce modèle de base.

#### Structures vestigiales
L'homologie comprend un groupe unique de structures partagées appelées structures vestigiales. Le terme vestigial fait référence à des parties anatomiques qui ont une valeur minime, voire inexistante, chez l'organisme qui les possède. Ces structures, apparemment illogiques, sont des vestiges d'organes qui ont pu jouer un rôle important chez les formes ancestrales. C'est le cas par exemple des baleines, qui possèdent de petits os vestigiaux qui semblent être les restes des os des pattes de leurs ancêtres qui marchaient sur la terre ferme. Les humains ont également des structures vestigiales, notamment les muscles de l'oreille, les dents de sagesse, l'appendice, le coccyx, les poils (y compris la chair de poule) et le pli semi-lunaire du coin de l'œil.

### Biogéographie

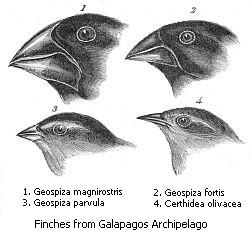
Quatre espèces de pinsons de Darwin, produites par radiation évolutive qui a diversifié leur bec pour l'adapter à différentes sources de nourriture.

La biogéographie est l'étude de la répartition géographique des espèces sur la Terre. Des évidences provenant de régions biogéographiques, en particulier celles des îles océaniques, ont joué un rôle clef pour convaincre Darwin et Wallace que les espèces avaient évolué selon un modèle de ramification à partir d'une descendance commune:150-151,174. Les îles abritent souvent des espèces endémiques, des espèces que l'on ne trouve nulle part ailleurs, mais ces espèces sont souvent apparentées à d'autres espèces trouvées sur le continent le plus proche. De plus, les îles contiennent souvent des groupes d'espèces qui sont étroitement apparentées mais qui ont des niches écologiques très différentes, c'est-à-dire que ces espèces ont des manières différentes d'interagir avec leur environnement. De tels groupes se forment en suivant le processus de radiation évolutive au cours duquel une seule espèce ancestrale colonise une île qui possède une variété de niches écologiques disponibles. Avec le temps, l'espèce ancestrale se diversifie en évoluant vers différentes espèces adaptées pour remplir ces niches vides. Des exemples qui ont été abondamment étudiés incluent les pinsons de Darwin, un groupe de 13 espèces de pinsons endémiques des îles Galápagos, et les guêpiers de Hawaï, un groupe d'oiseaux qui, avant les extinctions causées par l'homme, comptaient 60 espèces remplissant divers rôles écologiques, toutes descendantes d'un ancêtre unique de passereau arrivé sur les îles hawaïennes il y a environ 4 millions d'années. Un autre exemple est celui de l'alliance des Silverswords, un groupe de plantes vivaces, également endémiques des îles hawaïennes, qui occupent divers habitats et se présentent sous de nombreuses formes et tailles, notamment des arbres, des arbustes et des arbrisseaux rampants, mais qui peuvent s'hybrider entre elles ainsi qu'avec certaines espèces trouvées sur la côte ouest de l'Amérique du Nord. Il semble que l'une de ces plantes ait colonisé Hawaï dans le passé et qu'elle ait donné naissance à toute l'alliance des Silverswords.

### Biologie moléculaire

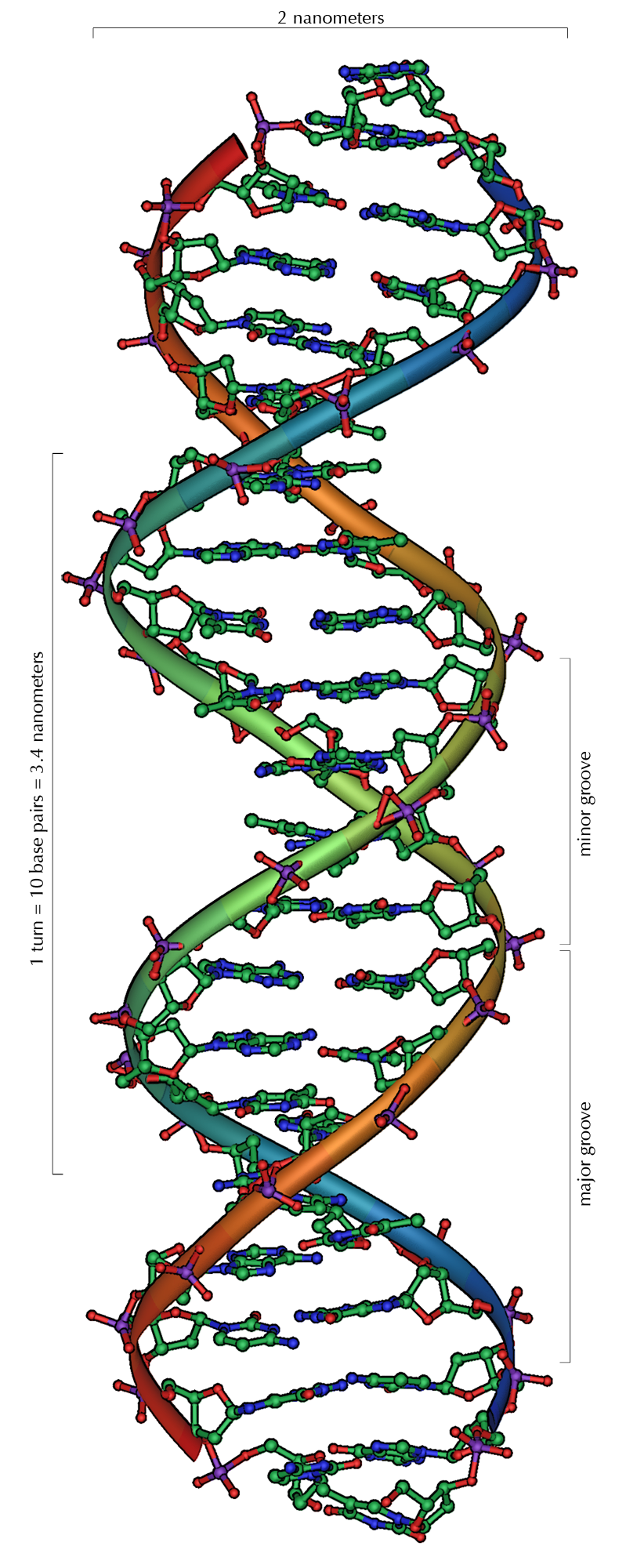
Une section d'ADN

Tous les organismes vivants (à l'exception peut-être des virus à ARN) contiennent des molécules d'ADN qui portent les informations génétiques. Les gènes sont les morceaux de la molécule d'ADN qui contiennent ces informations et influencent les caractéristiques (les traits) d'un organisme. Les gènes déterminent l'apparence générale d'un individu et, dans une certaine mesure, son comportement. Si deux organismes sont étroitement liés, leur ADN sera très similaire. D'un autre côté, plus deux organismes sont éloignés, plus leur ADN aura des différences. Par exemple, deux frères sont étroitement liés et ont un ADN très similaire, tandis que deux cousins partagent une relation plus éloignée et ont beaucoup plus de différences dans leur ADN. Les similitudes au sein de l'ADN sont utilisées pour déterminer les relations entre les espèces de la même manière qu'elles sont utilisées pour montrer les relations entre les individus d'une même espèce. Par exemple, la comparaison des chimpanzés avec les gorilles et les humains montre qu'il existe jusqu'à 96 % de similarité entre l'ADN des humains et celui des chimpanzés et que ces derniers sont plus étroitement apparentés avec les humains qu'ils ne le sont avec les gorilles,.
La phylogénétique moléculaire est une discipline qui se concentre sur l'étude des similitudes entre les molécules d'ADN et sur l'utilisation de ces informations pour déterminer comment les différents types d'organismes ont été apparentés au cours de l'évolution. Ces comparaisons ont permis aux biologistes de construire un arbre relationnel (arbre phylogénétique) de l’évolution de la vie sur Terre. Elles ont même permis aux scientifiques d'élucider les relations entre des organismes dont les ancêtres communs vivaient il y a si longtemps qu’il ne reste plus de réelles similitudes dans l’apparence des organismes.

### Sélection artificielle

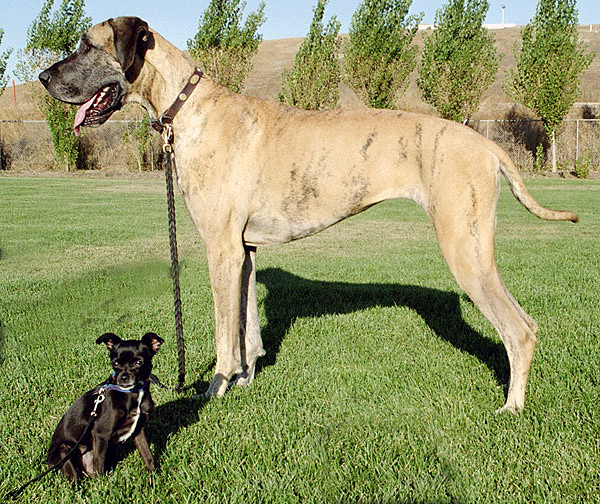
Des résultats de la sélection artificielle : un Chihuahua et un Dogue Allemand.

La sélection artificielle est la sélection contrôlée par les humains de plantes et d'animaux domestiques. Elle se fait en déterminant quel animal ou quelle plante se reproduira et lesquels parmi leurs descendants survivront. On détermine ainsi quels gènes seront transmis aux générations futures. Le processus de sélection artificielle a eu un impact significatif sur l'évolution des animaux et des plantes domestiques. L'exemple le plus frappant est celui du chien. Les gens ont produit différentes races de chiens grâce à un élevage contrôlé. La différence entre la taille du Chihuahua et celle du Dogue Allemand sont le résultat d’une sélection artificielle. Malgré leur apparence physique radicalement différente, eux et tous les autres chiens ont évolué à partir de loups domestiqués par les humains il y a près de 40 000 ans,.
La sélection artificielle a produit une grande variété de plantes. Dans le cas du maïs, des évidences génétiques récentes suggèrent que la domestication a eu lieu il y a 10 000 ans dans le centre du Mexique. Avant la domestication, la partie comestible de la variété sauvage était petite et difficile à extraire. Aujourd'hui, la Maize Genetics Cooperation • Stock Center maintient une collection de plus de 10 000 variétés génétiques de maïs résultant de mutations aléatoires et de variations chromosomiques à partir du type sauvage d'origine.
Dans le cas de la sélection artificielle, la nouvelle race ou variété qui émerge est celle qui présente des mutations aléatoires attrayantes pour les humains, tandis qu'avec la sélection naturelle, l'espèce survivante est celle qui présente des mutations aléatoires qui lui sont utiles dans son environnement naturel. Mais dans les deux cas, les variations sont le résultat de mutations aléatoires et les processus génétiques sous-jacents sont essentiellement les mêmes. Pour formuler bon nombre de ses arguments en faveur de la sélection naturelle, Darwin avait soigneusement observé les résultats de la sélection artificielle chez les animaux et les plantes. Une grande partie de son livre L'origine des espèces était basée sur des observations de nombreuses variétés de pigeons domestiques issues de la sélection artificielle. Pour Darwin, il semblait que si les humains pouvaient réaliser des changements spectaculaires chez les animaux domestiques en si peu de temps, alors la sélection naturelle, avec des millions d'années à sa disposition, pouvait très bien avoir produit les différences observées chez les êtres vivants d'aujourd'hui.

## Coévolution
La coévolution est un processus dans lequel deux ou plusieurs espèces influencent mutuellement leur évolution. Tous les organismes sont influencés par la vie qui les entoure. Cependant, dans la coévolution, il est démontré que les traits génétiquement déterminés chez chacune des espèces résultent directement de l'interaction entre les organismes.
Un cas de coévolution largement documenté est la relation entre le Pseudomyrmex, un genre de fourmi, et l'acacia, une plante que la fourmi utilise pour se nourrir et pour s'abriter. La relation entre les deux est si intime qu’elle a conduit à l’émergence de structures et de comportements particuliers chez les deux organismes. La fourmi défend l'acacia contre les attaques des herbivores et des insectes et elle débarrasse également le sol forestier des graines des plantes concurrentes. En réponse, l'acacia a développé de grandes épines contenant une cavité que les fourmis utilisent comme abri, ainsi que certaines parties de ses fleurs particulières que les fourmis peuvent manger,,. Une telle coévolution n’implique pas que les fourmis et l’arbre ont choisi de se comporter de manière altruiste. Au contraire, au sein d’une population, quelques petits changements génétiques chez les fourmis et les acacias ont profité aux deux. Cet avantage fournissait une plus grande probabilité que la caractéristique soit transmise à la génération suivante. Au fil du temps, des mutations successives ont créé la relation que nous observons aujourd’hui.

## Spéciation

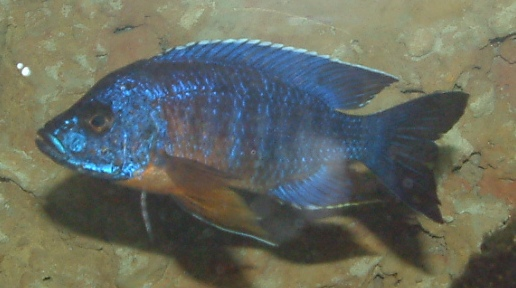
Il existe de nombreuses espèces de cichlidés qui présentent des variations morphologiques spectaculaires.

En profitant de bonnes circonstances et avec suffisamment de temps, l’évolution conduit à l’émergence de nouvelles espèces. Les scientifiques ont eu énormément de mal à trouver une définition précise et globale pour différencier les espèces. Ernst Mayr avait défini une espèce comme étant une population, ou un groupe de populations, dont les individus avaient le potentiel de s'accoupler naturellement les uns avec les autres pour engendrer une descendance viable et féconde. (Les membres d'une espèce ne peuvent donc pas engendrer de descendance viable et féconde en s'accouplant avec un individu d'une autre espèce):165-169. La définition de Mayr a été largement acceptée parmi les biologistes, mais elle ne s'applique pas aux organismes tels que les bactéries, qui se reproduisent de manière asexuée.
La spéciation est le processus de division d'une lignée, aboutissant à la formation de deux espèces distinctes à partir d'une seule population ancestrale commune. Une méthode de spéciation largement acceptée est la spéciation allopatrique. Elle commence lorsqu'une population est géographiquement séparée en deux ou plusieurs groupes. Des processus géologiques, tels que l'émergence de chaînes de montagnes, la formation de canyons ou l'inondation de ponts terrestres à la suite d'un changement du niveau de la mer, peuvent donner lieu à des populations distinctes. Pour que la spéciation puisse se produire, la séparation doit être substantielle, afin que les échanges génétiques entre les deux populations soient complètement perturbés. Dans leurs environnements respectifs, les deux groupes génétiquement isolés suivent leurs propres voies évolutives. Chacun accumulera des mutations aléatoires différentes et sera soumis à des pressions de sélection différentes, du fait de l'environnement. Les changements génétiques accumulés peuvent finalement entraîner la séparation en des populations qui ne pourront plus se reproduire si elles sont à nouveau réunies. Les barrières qui empêchent la reproduction peuvent être soit prézygotiques, lorsqu'elles empêchent l'accouplement ou la fécondation, soit postzygotiques, si elles apparaissent après la fécondation. Si la reproduction entre les deux nouvelles populations n’est plus possible, elles seront alors considérées comme des espèces distinctes. La diversité de la vie qui nous entoure, estimée à 1,75 million d’espèces différentes connues, est le résultat de quatre milliards d'années d'évolution,.
Le processus de spéciation est habituellement lent et se déroule sur de très longues périodes. Des observations directes au cours d'une vie humaine sont donc rares. Cependant, la spéciation a été observée dans les organismes actuels, et des événements de spéciation passés ont été enregistrés dans les fossiles,,. Des scientifiques ont documenté la formation de cinq nouvelles espèces de poissons cichlidés à partir d'un seul ancêtre commun qui a été isolé il y a moins de 5 000 ans dans le lac Nagubago:348. L'évidence de la spéciation dans ce cas était la morphologie (apparence physique) et l'absence de croisement naturel. Ces poissons ont des rituels d'accouplement complexes et une variété de colorations. Les légères modifications introduites dans les nouvelles espèces ont modifié le processus de sélection des partenaires et il n'a pas été possible de convaincre les cinq formes qui en sont issues de s'accoupler entre elles.
La théorie de l’évolution est largement acceptée au sein de la communauté scientifique et elle sert de lien entre les divers domaines spécialisés de la biologie. L'évolution fournit au domaine de la biologie une base scientifique solide. L'importance de la théorie évolutionniste a été résumée par Theodosius Dobzhansky : « rien en biologie n'a de sens excepté à la lumière de l'évolution »,. Néanmoins, la théorie de l'évolution n'est pas statique. Il y a beaucoup de discussions au sein de la communauté scientifique concernant les mécanismes à l’origine du processus évolutif. Par exemple, la vitesse à laquelle se produit l’évolution est encore débattue. En outre, les avis divergent quant à l'unité primaire du changement évolutif : est-ce l'organisme ou le gène ?

### Taux de changement
Darwin et ses contemporains considéraient l'évolution comme un processus lent et graduel. Les arbres évolutifs reposent sur l’idée que les différences profondes entre les espèces sont le résultat d'un grand nombre de petits changements s’accumulant au cours de longues périodes.
Le gradualisme trouve son origine dans les travaux des géologues James Hutton et Charles Lyell. D'après Hutton, les changements géologiques profonds avaient été le produit cumulatif d’un déroulement continu et relativement lent de processus qui peuvent encore être observés de nos jours. Par opposition, le catastrophisme promouvait l’idée que des changements soudains avaient des causes que l'on ne pouvait plus voir à l’œuvre aujourd'hui. Une perspective uniformitariste a été adoptée pour les changements biologiques. Une telle vision peut sembler contredire les archives fossiles qui montrent souvent des preuves de nouvelles espèces qui apparaissent soudainement, puis persistent sous la même forme pendant une longue période. Dans les années 1970, les paléontologues Niles Eldredge et Stephen Jay Gould ont développé un modèle théorique suggérant que l'évolution, bien qu'un processus lent du point de vue humain, subit des périodes de changement relativement rapides (allant entre 50 000 et 100 000 ans) alternant avec de longues périodes de stabilité relative. Leur théorie est celle de l'équilibre ponctué et elle explique les archives fossiles sans contredire les idées de Darwin.

### Unité de changement

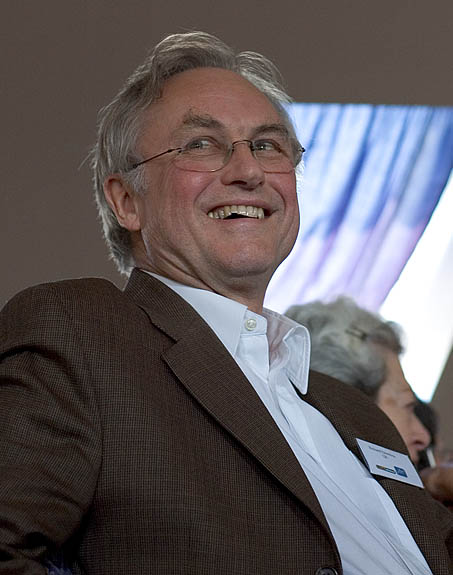
Richard Dawkins.

En théorie de l'évolution, une des unités de sélection importante est l'organisme. La sélection naturelle se produit lorsque le succès reproducteur d'un individu est amélioré ou réduit par une caractéristique héritée. Le succès reproducteur se mesure par le nombre de descendants vivants d'un individu. La place de l’organisme dans l'évolution a été contestée par divers biologistes ainsi que par des philosophes. Le biologiste évolutionniste Richard Dawkins propose que de nombreuses informations peuvent être obtenues si nous examinons l'évolution du point de vue du gène, c'est-à-dire que la sélection naturelle fonctionne comme un mécanisme évolutif sur les gènes ainsi que sur les organismes. Dans son livre de 1976, Le gène égoïste, il explique :

« Les individus ne sont pas des entités stables, ils sont éphémères. Les chromosomes aussi sont mélangés jusqu'à l'oubli, comme les cartes peu de temps après qu'elles ont été distribuées. Mais les cartes elles-mêmes survivent au mélange. Les cartes sont les gènes. Les gènes ne sont pas détruits par les croisements, ils changent simplement de partenaires et poursuivent leur chemin. Bien sûr, ils continuent à avancer. C'est leur affaire. Ils sont les réplicateurs et nous sommes leurs machines à survie. Lorsque nous avons rempli notre mission, nous sommes mis à l'écart. Mais les gènes sont des habitants des temps géologiques : les gènes sont éternels:35. »

D'autres considèrent que la sélection fonctionne à plusieurs niveaux, et pas seulement au niveau des organismes ou des gènes. Par exemple, Stephen Jay Gould a appelé à une perspective hiérarchique en matière de sélection.

## Voir également
- Abiogenèse
- Évolution (biologie)

### Lectures complémentaires
- Brian Charlesworth et Deborah Charlesworth, Evolution: A Very Short Introduction, Oxford; New York, Oxford University Press, coll. « Very Short Introductions », 2003 (ISBN 978-0-19-280251-4, OCLC 51668497, LCCN 2003272247, lire en ligne )
- R. John Ellis, How Science Works: Evolution: A Student Primer, Dordrecht; New York, Springer, 2010 (ISBN 978-90-481-3182-2, OCLC 465370643, LCCN 2009941981, DOI 10.1007/978-90-481-3183-9)
- Leslie Alan Horvitz, The Complete Idiot's Guide to Evolution, Indianapolis, IN, Alpha Books, 2002 (ISBN 978-0-02-864226-0, OCLC 48402612, LCCN 2001094735)
- Greg Krukonis et Tracy L. Barr, Evolution For Dummies, Hoboken, NJ, John Wiley & Sons, 2008 (ISBN 978-0-470-11773-6, OCLC 183916075, LCCN 2008922285)
- Mark J. Pallen, The Rough Guide to Evolution, London; New York, Rough Guides, coll. « Rough Guides Reference Guides », 2009 (ISBN 978-1-85828-946-5, OCLC 233547316, LCCN 2009288090)
- Peter Sís, The Tree of Life: A Book Depicting the Life of Charles Darwin, Naturalist, Geologist & Thinker, New York, Farrar, Straus and Giroux, 2003 (ISBN 978-0-374-45628-3, OCLC 50960680, LCCN 2002040706, lire en ligne)
- Keith Thomson, Fossils: A Very Short Introduction, Oxford; New York, Oxford University Press, coll. « Very Short Introductions », 2005 (ISBN 978-0-19-280504-1, OCLC 61129133, LCCN 2005022027, lire en ligne)
- Luis Villarreal, Viruses and the Evolution of Life, ASM Press, 2005
- Carl Zimmer, The Tangled Bank: An Introduction to Evolution, Greenwood Village, CO, Roberts & Company Publishers, 2010 (ISBN 978-0-9815194-7-0, OCLC 403851918, LCCN 2009021802)